# Цайларн
Цайларн (нім. Zeilarn) — громада в Німеччині, розташована в землі Баварія. Підпорядковується адміністративному округу Нижня Баварія. Входить до складу району Ротталь-Інн.
Площа — 28,88 км2. Населення становить 2169 ос. (станом на 31 грудня 2020).